# Шарп, Дэвид (альпинист)
Дэвид Шарп (англ. David Sharp, 15 февраля 1972 — 15 мая 2006) — английский учитель математики и альпинист, погибший при попытке в одиночку покорить Эверест. Причинами смерти Шарпа стали гипотермия и кислородное голодание. Всемирную известность смерть Шарпа получила после широкого освещения в прессе нравственного аспекта, сопутствовавшего смерти альпиниста. Дело в том, что мимо медленно замерзавшего Шарпа прошли (при восхождении и спуске) более 40 других альпинистов, но никто не остался с ним надолго, хотя и давали ему кислород.
Осуждению также подверглась съемочная группа телеканала Discovery, которая засняла умирающего Шарпа и даже попыталась взять у него интервью (но телевизионщики также поделились с ним кислородом).
Шарп находился в «мёртвой зоне» — на высоте, где организм не восстанавливается даже во время отдыха. Это ограничивает временны́е рамки пребывания на большой высоте и возможности помощи другим. Мать погибшего Линда Шарп заявила, что она не винит других альпинистов: «обязанность каждого — заботиться о себе, а не бросаться спасать другого».
На следующий год после гибели, в 2007 году, тело Шарпа по просьбе его семьи было убрано c просматриваемого места. Из-за расходов, трудностей и опасности такие работы проводятся крайне редко.